# 威利斯頓 (北開普省)
威利斯頓（Williston）是南非的城鎮，位於該國中西部，由北開普省負責管轄，距離卡那封140公里，面積77.94平方公里，2001年人口2,839，人口密度每平方公里36人。
31°21′S 20°55′E / 31.35°S 20.92°E